# Tabakstanne

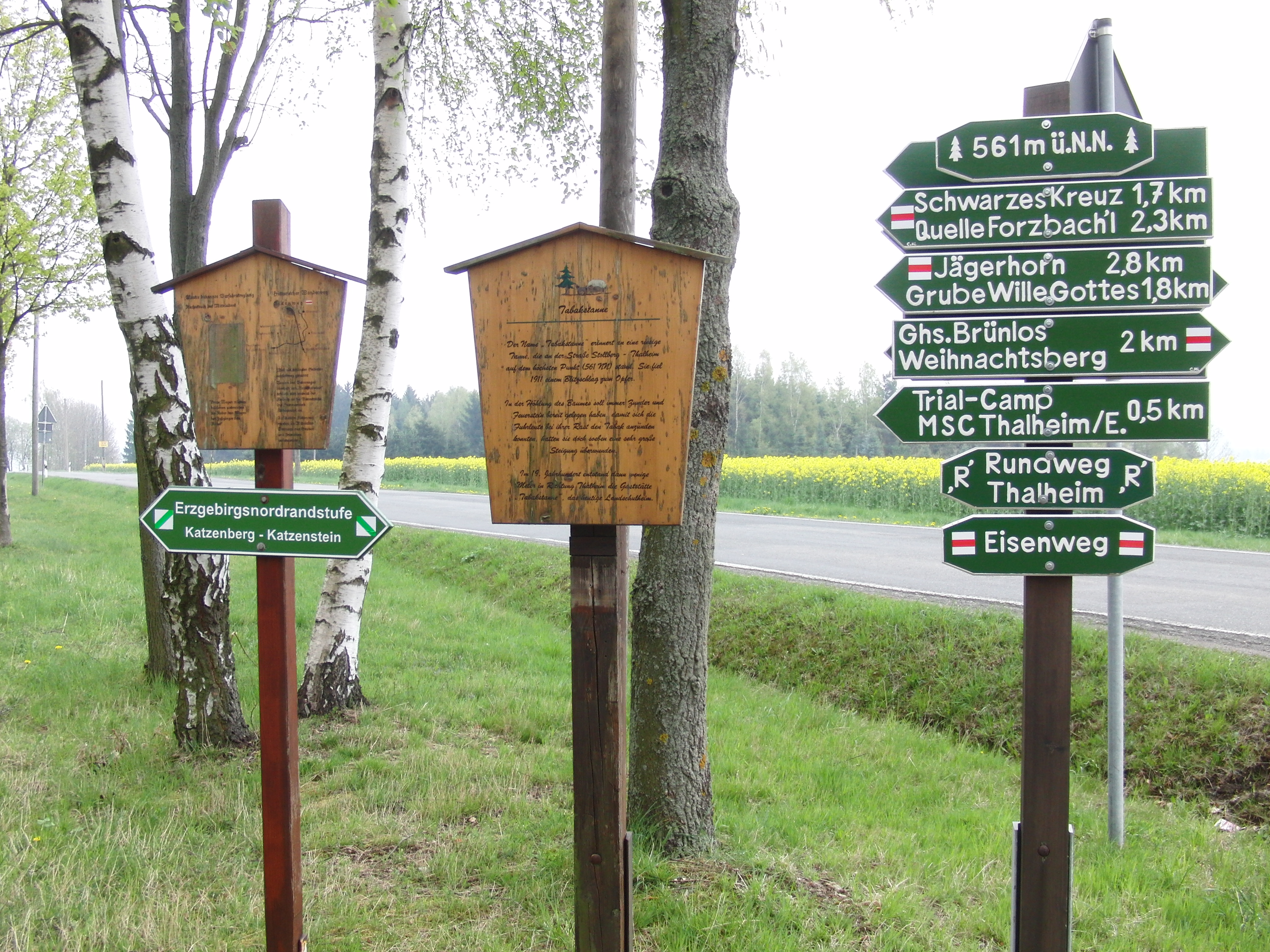
Wegweiser an der Tabakstanne

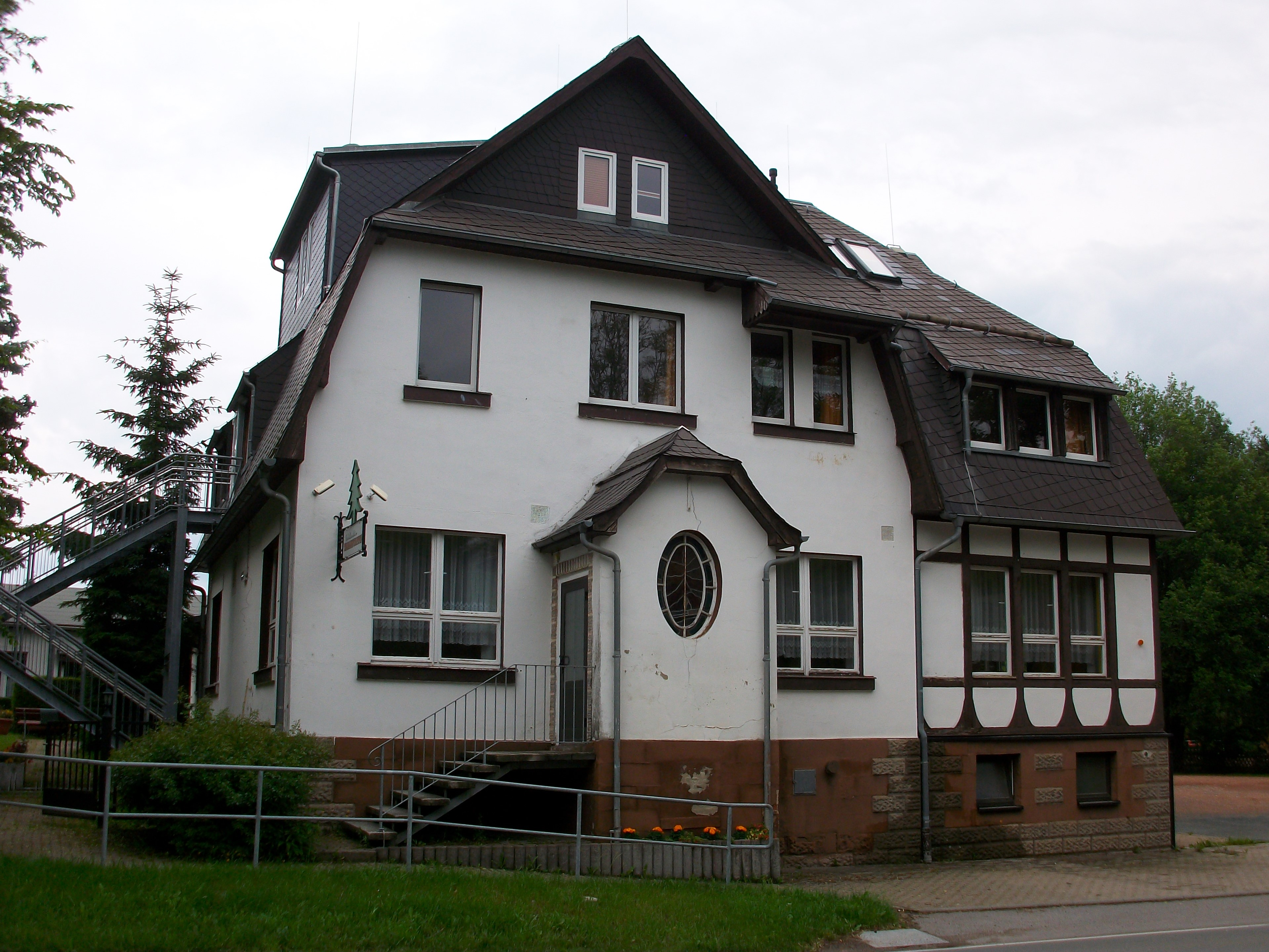
Bildungs- und Freizeitzentrum Tabakstanne Thalheim (Erzgeb.)

Tabakstanne ist die Bezeichnung eines Rastplatzes an der Bundesstraße 180 zwischen Thalheim und Stollberg.
Die Tabakstanne ist mit 561,9 m der höchste Punkt Thalheims sowie zugleich der höchste Punkt der B 180 zwischen Thalheim und Stollberg. Der Name Tabakstanne kommt ursprünglich von einer dort wachsenden Tanne, welche aber 1911 durch Blitzschlag zerstört wurde. In einer Höhlung des Baumes soll sich immer ein Feuerzeug befunden haben, somit wurde der Punkt, wo der Eisenweg die heutige B 180 kreuzt, zu einem Rastplatz der Fuhrleute. An der Tabakstanne befindet sich heute ein gleichnamiges Bildungs- und Freizeitzentrum, das früher als Ausflugsgaststätte benutzt worden ist.

## Geschichte
Genau genommen stand die alte Tabakstanne nicht direkt an der Kreuzung Eisenweg / B 180, sondern ca. 200 m vorher, aus Richtung Stollberg kommend. Denn sie ist kein Phänomen des Eisenweges, sondern der Straße Stollberg / Thalheim, heute B 180. Im Sächsischen Meilenblatt von 1790 ist sie recht präzise eingetragen. In einem Spechtloch beherbergte die an die 100 Jahre alte Tanne ein Feuerzeug oder eine Tabakspfeife. Der gewählte Standort war eine Ausspanne für Vorspannpferde, welche in Stollberg am „Postplatz“ oder „Roßmarkt“ ausgeliehen werden konnten und den Fuhrwerken dann teilweise vier-spännig die Steigungen überwinden half. Von dem Rastplatz wurden die Vorspannpferde zurückgeführt und die Fuhrwerkspferde konnten grasen und bekamen eine Verschnaufpause, der Kutscher sein Pfeifchen.
Die kleine Waldlichtung ist mit etwas Fantasie noch heute einigermaßen erkennbar und der eiserne Erdanker für die Erklär-Tafel wohl das letzte Relikt aus den 1960ern.

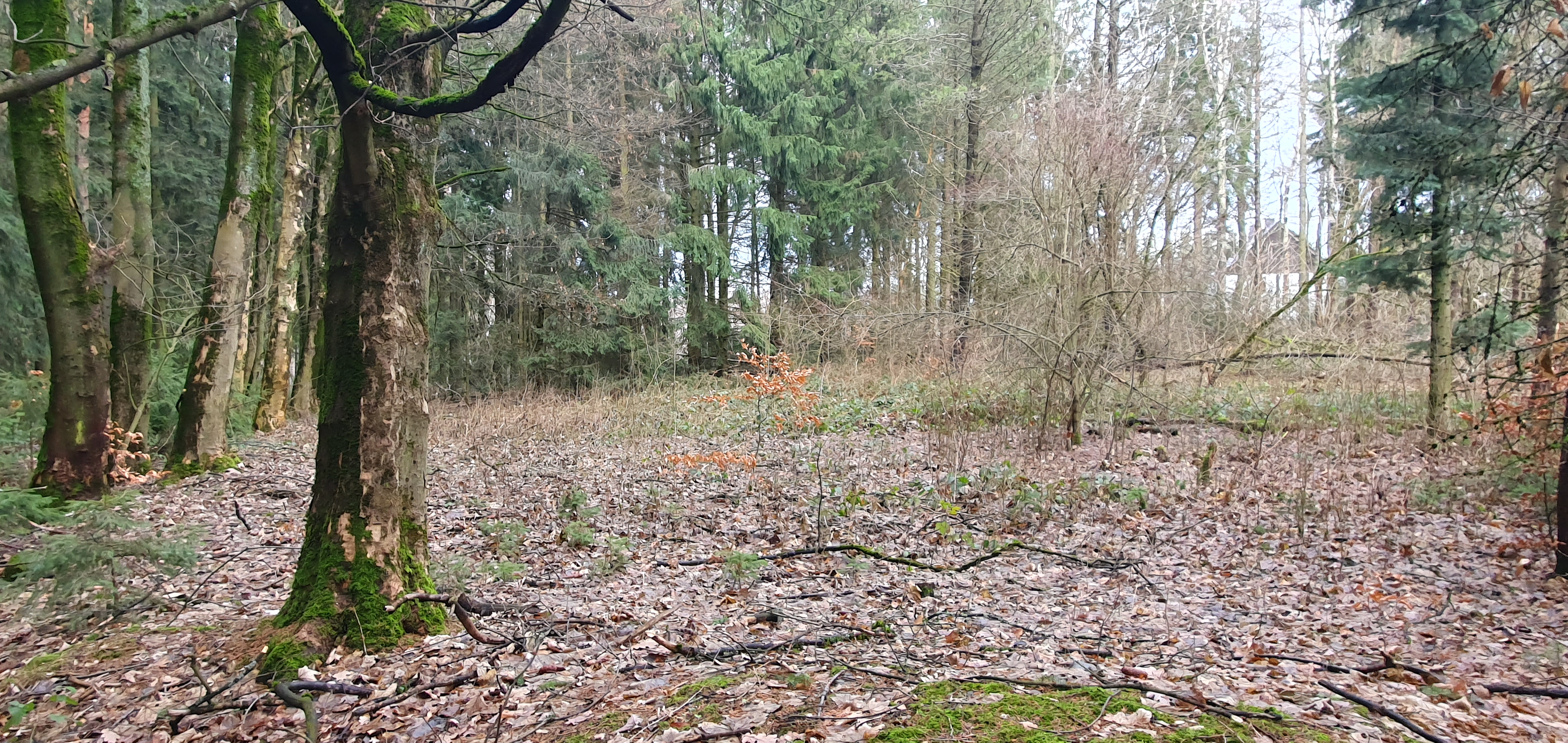

Nach dem Blitzschlag von 1911 gab es eine Ersatzpflanzung am Originalstandort, welche nicht lange hielt. Die nunmehr dritte Tanne steht heute am Eisenweg in Richtung Brünlos.

## Literatur

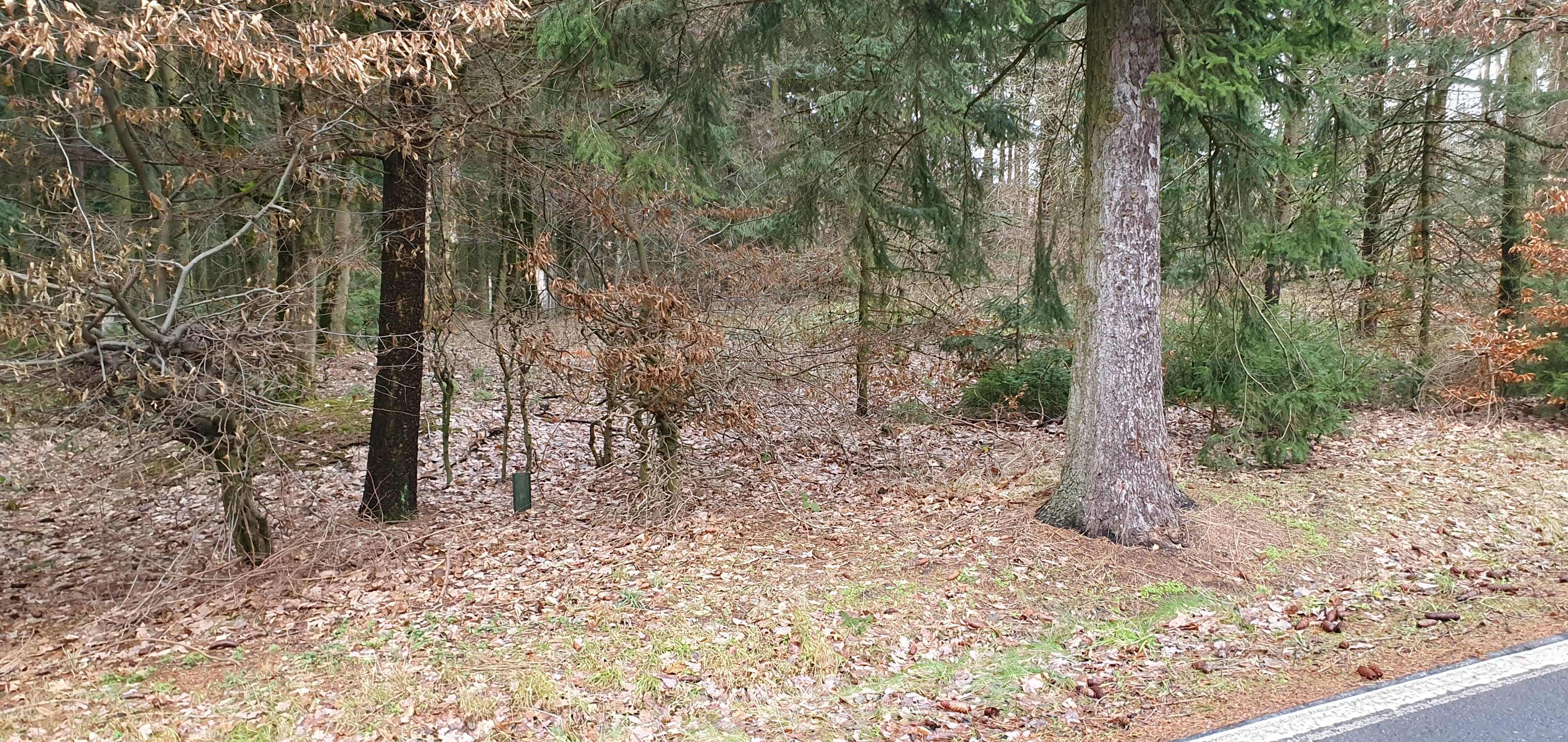